# 5. juni
5. juni er dag 156 i året i den gregorianske kalender (dag 157 i skudår). Der er 209 dage tilbage af året.
- Dagen har to navne. Dagens navn er således både "kong Hans' fødselsdag" og "Bonifacius". Bonifacius var en engelsk munk, der i 755 blev dræbt af de vilde frisere, da han sammen med 50 andre præster ville omvende de barske kystboere.

- Det er officiel dansk flagdag til minde om den første grundlov fra 1849. Dansk "nationaldag" (grundlovsdag). Det er nationaldag i Seychellerne.

- Dagen har været "Fars dag" siden 1910.

- FN's internationale Verdens miljødag.

### Begivenheder
Født - Dødsfald
- 1716 - Ved underskrivelsen af Westminster-traktaten forpligter England og Tyskland sig til gensidigt forsvar i tilfælde af krig.
- 1795 - København brænder. Ved 15-tiden udbrød brand i "Dellehaven" på Holmen, og kraftig vind fik ilden til at brede sig. Dagen efter var mere end 900 ejendomme nedbrændt og 75 beskadiget, og 6.000 københavnere var hjemløse.
- 1827 - Tyrkerne erobrer under Den græske uafhængighedskrig Akropolis og rykker ind i Athen.
- 1848 - Slaget ved Dybbøl i første slesvigske krig.
- 1849 - Kong Frederik 7. underskriver Danmarks Riges Grundlov. Dermed skiltes magten i tre myndigheder: Den Lovgivende, den Udøvende og den Dømmende. Grundloven sikrede borgerlig og religiøs frihed, forbud mod censur og offentlighed i retsplejen.
- 1915 - Med 111 stemmer mod én vedtages det at give stemmeret til kvinderne i Danmark. Senere på dagen underskrev Kong Christian 10. den nye Grundlov. Det var den anden Grundlov.
- 1942 - Efter nogle dages kamp mod den japanske flåde, får amerikanerne under 2. verdenskrig ødelagt eller sænket Japans fire største hangarskibe ved øen Midway. Japans marine kom sig aldrig over dette nederlag.
- 1942 - Tyskerne indtager under 2. verdenskrig Sebastopol på Krimhalvøen.
- 1944 - B-29 Superfortress får under 2. verdenskrig sin første militære aktion - målet er Bangkok.
- 1945 - Efter 2. verdenskrig opdeles Tyskland i en fransk, en britisk, en amerikansk og en russisk zone.
- 1947 - I en tale på Harvard University fremlægger den amerikanske general og politiker George Catlett Marshall den såkaldte Marshall-plan. Det var en økonomisk genopbygningsplan for Europa, hvis hovedidé var, at de europæiske lande i fællesskab skulle planlægge genopbygningen efter krigen - mens USA skulle yde hjælp i form af varer. 16 lande tog siden imod tilbuddet, og fra 1948 til 1952 ydede USA cirka 15 milliarder dollars i hjælp - enten som lån eller gaver.
- 1953 - En ny Grundlovsændring indfører kvindelig arvefølge i det danske monarki. Der indføres også et etkammersystem og  Landstinget nedlægges. Grundlovsændringen betød også, at Grønland blev en ligeberettiget del af det danske rige. Kong Frederik 9. underskrev den nye grundlov, efter en folkeafstemning.
- 1967 - Seksdageskrigen begynder. Israel igangsætter et forebyggende luftangreb på Jordan, Egypten og Syrien (der har opmarcheret massive styrker ved Israels grænser) og ødelægger vigtigt krigsmateriel. Krigen ender med israelsk sejr og besættelse af Gazastriben, Vestbredden, Golanhøjderne og Sinai-halvøen.
- 1968 - Senator Robert Kennedy, yngre broder til den myrdede præsident John F. Kennedy, snigmyrdes i Los Angeles.
- 1975 - Dronning Margrethe udnævnes til æresdoktor ved Cambridge.
- 1975 - Efter at have været lukket i otte år af vragrester og israelske bomber, genåbnes Suezkanalen af Egyptens præsident Anwar Sadat.
- 1977 - Elizabeth 2. fejrer 25 år på tronen.
- 1977 - Den første personlige computer, Apple II, kommer på gaden, designet af Steve Wozniak og Steve Jobs, baseret på 6502 microprocessoren. Apple I var ikke en fuldstændig computer, men snarere et motherboard.
- 1977 - Øgruppen Seychellerne bliver en uafhængig stat og fejrer nationaldag denne dato.
- 1982 - Dr. Michael Gottlieb, ansat ved UCLA, beskriver for første gang en ny epidemisk sygdom, som senere fik navnet AIDS. Efter modstand fra den medicinske verden forlader han UCLA og åbner en privat praksis, hvor han behandler AIDS patienter.
- 1984 - Over 1.000 bliver dræbt, da indiske regeringstropper stormer sikh-helligdommen ”Det Gyldne Tempel” i Amritsar.
- 1984 - På Normandiets kyst afslører Prins Henrik et mindesmærke for de 8.000 danske søfolk, der deltog i de allieredes invasion i 1944.
- 1985 - Den største auktion nogensinde afholdes over Hughes Aircraft Co., som gik for 5 milliarder $ til General Motors fra Detroit i Michigan, USA.
- 1985 - Danmarks fodboldlandshold besejrer i en underholdende kamp Sovjetunionen 4-2 i Idrætsparken. Preben Elkjær og Michael Laudrup scorer hver 2 af de danske mål.
- 1986 - En FN rapport anslår, at 50.000 afrikanere har AIDS.
- 1993 - 23 pakistanske FN-soldater bliver dræbt og omkring 50 alvorligt såret, da de lokkes i et bagholdsangreb i Somalias hovedstad Mogadishu. Det var en af Somalias førende krigsherrer, general Aideed, der stod bag angrebet, der blev iværksat da FN-soldaterne ville undersøge et våbenlager.
- 1996 - Dronning Margrethe indvier den genskabte barokhave ved Frederiksborg Slot.
- 1996 - Mere end 70 år efter S. N. Bose og Einsteins forudsigelser lykkes det for første gang forskere at påvise eksistensen af Bose-Einstein kondensatet.
- 1999 - MTV Movie Awards 1999 afholdes i Santa Monica, Californien.
- 2000 - USA's præsident Bill Clinton taler i det russiske parlament, Dumaen.
- 2002 - Elizabeth 2. fejrer 50 år på tronen. Der afholdes en stor rockkoncert med alle de engelske stjerner. Elizabeth kører gennem London i sin imponerende guldkaret.
- 2002 - Bestyrelsen for Venstre i Farum ekskluderer Peter Brixtofte, som har været medlem i 37 år. Brixtofte befinder sig i USA til alkoholafvænning.
- 2009 - Nephew udgiver deres album DanmarkDenmark
- 2009 - Montenegro bliver medlem af NATO.
- 2019 - Der afholdes folketingsvalg i Danmark. Statsminister fra Venstre, Lars Løkke Rasmussen, taber magten, og socialdemokratiets Mette Frederiksen bliver statsminister. Partiet Radikale Venstre og Socialistisk Folkeparti blev fordoblede, imens Liberal Alliance og Dansk Folkeparti begge lidte store vælgerlussinger

### Født
- 1723 - Adam Smith, skotsk økonom & Liberalismens "fader"(død 1790).
- 1807 - Georg Christian Hilker, dansk dekorationsmaler (død 1875).
- 1819 - John Couch Adams, engelsk astronom og matematiker (død 1892).
- 1850 - Pat Garrett, amerikansk western-skikkelse (død 1908).
- 1878 - Pancho Villa, mexikansk revolutionær (død 1923).
- 1878   - Jákup Dahl, færøsk teolog (død 1944).
- 1883 - John Maynard Keynes, britisk nationaløkonom, embedsmand og politiker (død 1946).
- 1898 - Federico García Lorca, spansk forfatter (død 1936).
- 1914 - Viggo Kjær, dansk civilingeniør (død 2013).
- 1916 - Eddie Joost, amerikansk baseballspiller (død 2011).
- 1919 - Richard Scarry, amerikansk børnebogsforfatter (død 1994).
- 1939 - Margaret Drabble, engelsk forfatter.
- 1945 - Michael Christiansen, dansk jurist og teaterchef.
- 1946 - Bent Haller, dansk forfatter og billedkunstner.
- 1947 - Morten Sabroe, dansk forfatter og journalist (død 2023).
- 1948 - John Hatting, dansk sanger og sangskriver (død 2013).
- 1948 - Claus Strandberg, dansk skuespiller (død 2004).
- 1949 - Ken Follett, walisisk forfatter.
- 1954 - Nicko McBrain, trommeslager for bandet Iron Maiden.
- 1960 - Jørn "Jønke" Nielsen, dansk kriminel.
- 1968 - Marc Rieper, dansk fodboldspiller.
- 1971 - Mark Wahlberg, amerikansk skuespiller og rapper.
- 1972 - Tina Bilsbo, dansk tv-vært og forfatter.
- 1979 - Pete Wentz, Tidliger bassist i Fall Out Boy.
- 1991 - Martin Braithwaite, dansk fodboldspiller.

### Dødsfald
- 1764 - Jens Schielderup Sneedorff, dansk forfatter (født 1724).
- 1826 - Carl Maria von Weber, tysk komponist (født 1786).
- 1892 - Emilius Ferdinand Nobel, dansk tobaksfabrikant (født 1810).
- 1908 - Jonas Lie, norsk forfatter (født 1833).
- 1916 - Horatio Kitchener, britisk general og krigsminister (født 1850).
- 1921 - Georges Feydeau, fransk dramatiker (født 1862).
- 1944 - Jákup Dahl, færøsk teolog (født 1878).
- 1963 - Henrik Kauffmann, dansk diplomat (født 1888).
- 1964 - Lauge Koch, dansk geolog og polarforsker (født 1892).
- 1973 - Henrik Starcke, dansk billedhugger (født 1899).
- 1975 - Paul Keres, estisk skakspiller (født 1916).
- 1984 - Povl Sabroe ("Den Gyldenblonde"), dansk journalist (født 1897).
- 2002 - Iona Brown, engelsk violinist og dirigent (født 1941).
- 2004 - Ronald Reagan, amerikansk præsident og skuespiller (født 1911).
- 2010 - Arne Nordheim, norsk komponist (født 1931).
- 2012 - Ray Bradbury, amerikansk science-fiction-forfatter (født 1920).
- 2023 - Mads Lundby Hansen, dansk økonom (født 1969).
- 2023 - Morten Sabroe, dansk journalist og forfatter (født 1947).

|  | Denne datoartikel kan blive bedre, hvis der indsættes et (bedre) billede Du kan hjælpe ved at afsøge Wikimedia Commons for et passende billede eller uploade et godt billede til Wikimedia Commons iht. de tilladte licenser og indsætte det i artiklen. |